# Kamondi Imre (labdarúgó)
Kamondi Imre (Kóny, 1933. augusztus 28. – Pécs, 2007. július 13.) labdarúgó, csatár.

## Pályafutása
A Győri Postásban kezdte a labdarúgást. 1953-ban az első osztályú Bp. Postás labdarúgója volt. Az élvonalban 1953. március 15-én mutatkozott be a Szegedi Honvéd ellen, ahol 0–0-s döntetlen született. 1954-ben a Pécsi EAC játékosa volt. 1955 és 1963 között a Pécsi Dózsa csapatában játszott. Az élvonalban összesen 99 mérkőzésen szerepelt és kilenc gólt szerzett.
A Pécsi Dózsa és a PMSC történetéről két kötet is írt. A Labdarúgó krónika 1994-ben jelent meg és a klub 1955 és 1984 közötti időszakát dolgozza fel. A második kötet 2002-ben látott napvilágot az 1984 és 2000 közötti időszakról szól.

## Sikerei, díjai
- Magyar bajnokság
  - 7.: 1955, 1957-tavasz, 1962–63

## Művei
- Labdarúgó krónika I-II. (1994, 2002) ISBN 963-440-819-2